# Kodeks Petropolitański
Kodeks Petropolitański, łac. Codex Petropolitanus (Gregory-Aland no. Π albo 041) ε73 (von Soden) – grecki kodeks uncjalny Nowego Testamentu, paleograficznie datowany na IX wiek. Rękopis jest niemal kompletny, tylko niewielka część jego kart zaginęła. Grecki tekst kodeksu reprezentuje bizantyjską tradycję tekstualną. Wraz z Kodeksem Cypryjskim należy do tekstualnej rodziny П, o bliskiej relacji do Kodeksu Aleksandryjskiego i innych późnych kodeksów uncjalnych. Przechowywany jest w Petersburgu, cytowany w krytycznych wydaniach greckiego Nowego Testamentu.

## Opis
Zachowało się 350 pergaminowych kart (14,5 na 10,5 cm) rękopisu, z niemal pełnym tekstem czterech Ewangelii. Karty ułożone zostały w quarto. Tekst ewangeliczny zawiera niewielkie luki w (Mt 3,12-4,17; 19,12-20,2; Łk 1,76-2,18; Jan 6,15-35; 8,6-39; 9,21-10,3); teksty Marka 16,18-20 i Jana 21,22-25 zostały uzupełnione późniejszym minuskułowym tekstem z XII wieku. Po tych uzupełnieniach brakuje 77 wierszy w Ewangelii Mateusza i Jana.
Tekst pisany jedną kolumną na stronę, 21 linijek w kolumnie. Litery są małe, opatrzone zostały przydechami i znakami akcentowymi.
Przed każdą z Ewangelii umieszczone zostały tablice κεφαλαια (spis treści). Po 36 rozdziale (λς) w spisie treści pojawia się luka. Tekst dzielony jest według Sekcji Ammoniusza z odniesieniami do Kanonów Euzebiusza.
Zawiera wiele not marginalnych oraz korekt tekstu (również na marginesie) dokonanych przez późniejszego korektora.
Teksty Jan 5,4 oraz Jan 8,3-6 oznakowane zostały asteryskiem jako wątpliwe. Posiada dłuższe zakończenie Marka, które uzyskało σλδ (234) numer Sekcji Ammoniusza, a przyporządkowane zostało do ósmego Kanonu Euzebiusza.

## Tekst

### Charakter tekstualny
Konstantin von Tischendorf, odkrywca kodeksu, oceniał, iż reprezentuje on tekst charakterystyczny dla późnych rękopisów uncjalnych (E, F, G, H, K, M, S, U, V, Γ, Λ). Uznał też, że jest bardziej wartościowy niż większość z nich. Oceniał go wyżej niż Kodeks Cypryjski, który do chwili odkrycia Petropolitanus stawiany był najwyżej w owej grupie. Silva Lake nazwała grupę rękopisów pokrewnych dla Kodeksu Petropolitańskiego rodziną Π. Symbol grupy pochodzi od siglum kodeksu Petropolitańskiego, który tym samym został uznany za najlepszego reprezentanta rodziny . Klasyfikacja metodą wielokrotnych wariantów (Claremont Profile Method) potwierdziła, że kodeks jest jednym z najlepszych reprezentantów grupy Π. Jednakże tą metodą zbadane zostały tylko trzy rozdziały Ewangelii Łukasza (1; 10; 20).
Kurt Aland dał mu następujący profil tekstualny: 1901, 1041/2, 112, 18S, co oznacza, że 190 razy wspiera tekst bizantyński przeciwko oryginalnemu, 104 razy zgodny jest z tekstem bizantyńskim i oryginalnym, 11 razy wspiera tekst oryginalny przeciwko bizantyńskiemu, posiada ponadto 18 sobie właściwych wariantów. W oparciu o ten profil zaklasyfikował go do Kategorii V, w której umieścił wyłącznie rękopisy reprezentujące standardowy tekst bizantyjski. Oznacza to, że zdaniem Alanda rękopis zawiera mało starożytnych wariantów i jest nieprzydatny w rekonstrukcji oryginalnego tekstu Nowego Testamentu.

### Profil tekstualny w Mt 1
W Mt 1,7-8 przekazuje wariant Ασα, Ασα (Asa, Asa), zgodnie z rękopisami bizantyjskiej tradycji. Rękopisy tradycji aleksandryjskiej (Papirus 1, 01, 03) przekazują wariant Ασαφ, Ασαφ (Asaf, Asaf).
W Mt 1,10 przekazuje wariant Αμως, Αμως (Amos, Amos), zgodnie z Kodeksem Synajskim i Watykańskim, natomiast późniejszy korektor poprawił na Αμμων Αμμων (Ammon, Ammon), zgodnie z tekstem bizantyjskim.
Warianty z Mt 1,11 oraz 1,18a są zgodne zarówno z tradycją aleksandryjską, jak i bizantyjską.
W Mt 1,18b wspiera tradycję bizantyjską przeciwko aleksandryjskiej (γενεσις ] γεννησις).
W Mt 1,25 ponownie wspiera tradycję bizantyjską przeciwko aleksandryjskiej (υιον ] τον υιον αυτης τον πρωτοτοκον). Wariant bizantyjski powstał w wyniku harmonizacji z Łk 2,7.

## Historia
Tischendorf datował rękopis na wiek IX, w ten też sposób datowali inni paleografowie i jest to oficjalna data podawana przez INTF . Część zaginionych kart została uzupełniona w XII wieku.
Przed rokiem 1859 rękopis przez około stu lat należał do rodziny Parodi w Smyrnie. W 1859 roku Tischendorf przekonał rodzinę Parodich, by podarowała kodeks jako prezent dla rosyjskiego cara.
Na listę rękopisów Nowego Testamentu wciągnął go Tischendorf. W 1908 roku Gregory nadał mu siglum 041. Badaniem charakteru tekstualnego rękopisu w Ewangelii Marka zajmowała się Silva Lake (1937) , Jacob Geerlings przeprowadzał takie badania w Ewangelii Łukasza (1962)  i Ewangelii Jana (1963), natomiast Russel Champlin przeprowadził takie badania w Ewangelii Mateusza (1964) . Badania te potwierdziły, że Petropolitanus jest najlepszym reprezentantem rodziny Π i jest pokrewny dla Kodeksu Aleksandryjskiego, jakkolwiek od niego nie pochodzi.
Tischendorf sporządził pierwszy jego opis, wykorzystał go w swej synopsie czterech Ewangelii z 1864 roku oraz w ósmym wydaniu swego Nowego Testamentu (Editio octava critica maior) z 1865 roku, nadając mu siglum Π. Rękopis jest wykorzystywany we współczesnych wydaniach greckiego Nowego Testamentu. Warianty Petropolitanus cytowane były w UBS3, natomiast UBS4 nie cytował ich. Jest rzadko cytowany w 26. i 27. wydaniu Nestle-Alanda (NA26, NA27). Został wykorzystany w Synopsis Quattuor Evangeliorum Alanda.
Obecnie przechowywany jest w Rosyjskiej Bibliotece Narodowej (Gr. 34) w Petersburgu .